# Tha Alkaholiks
Tha Alkaholiks est un groupe de hip-hop américain, originaire de Los Angeles, en Californie. Formé en 1992, et bien que popularisé sur la scène hip-hop crossover commerciale, le groupe maintient sa popularité auprès de son public underground de la côte Ouest, à travers les États-Unis, et à l'international.

## Histoire
Tha Alkaholiks est formé au début des années 1990, lorsque DJ E-Swift (né Eric Brooks) et Tash (né Rico Smith) — tous deux originaires de Cincinnati — travaillent ensemble aux Disturbers of the Peace (D.O.P.). Les deux s'établissent à Los Angeles et font la rencontre de J-Ro (né James Robinson), ancien membre de Total Control avec le rappeur Suavee D et King Tee. Nommés Tha Alkaholiks, le trio travaille avec King Tee sur son single I Got It Bad Y'All, et signe sur le label Loud/RCA pour le single Likwit/Only When I'm Drunk. Tha Alkaholiks sont attachés au collectif rap californien Likwit Crew, qui regroupe des artistes tels que Defari, Xzibit, Dilated Peoples, Planet Asia, Phil da Agony, Lootpack, et King Tee, entre autres.
Le trio fait paraître son premier album, 21 and Over, en avril 1993, produit par E-Swift et Lootpack, le groupe du jeune Madlib qui deviendra par la suite une icône du hip-hop underground et indépendant. L'album est bien accueilli par la presse spécialisée. Nathan Rabin, du site AllMusic, le décrit comme « l'un des meilleurs premiers albums prometteurs des années 1990, peu importe le genre. » Le magazine Vice le classe 13e de sa liste des 51 meilleurs albums rap publiés en 1993. Il publie ensuite, près de deux ans plus tard, le deuxième album, Coast II Coast le 28 février 1995,. Le groupe reprend les mêmes producteurs ainsi que Diamond D du D.I.T.C., un collectif rap new yorkais, et collabore avec un rappeur connu dans le mouvement hip-hop underground, Q-Tip,. L'album est généralement bien accueilli par la presse spécialisée,.
Le groupe publie son troisième album, Likwidation, le 12 août 1997,, produit par Easy Mo Bee. Leo Stanley, du site AllMusic, décrit l'album comme « un mélange de gangsta rap, de metal et de rap alternatif. » Quatre jours plus tard, le 16 août 1997, leur single Hip Hop Drunkies atteint la 66e place du Billboard Hot 100.
Dans les années 2000, le groupe est invité sur de nombreux albums, tels que les premiers opus de Dilated Peoples en 2000 et 2001, ou celui de Wildchild en 2003. Le 3 juillet 2001, le groupe fait paraître son quatrième album, X.O. Experience, cette fois sous le nom de Tha Liks,. Cet album plus expérimental que les autres voit la participation de Busta Rhymes ou Kurupt au micro, et de Rockwilder à la production. Entre-temps E-Swift produit des morceaux pour d'autres artistes et J-Ro et Tash sont invités en guests sur d'autres albums. L'album atteint la 14e place du classement Top R&B/Hip-Hop Albums, et la 47e du Billboard 200. L'album est également félicité par la presse spécialisée,, avec une note générale de 65 % sur Metacritic. En 1999, Tash publie un album solo, Rap Life.
Le 24 janvier 2006, un nouvel album paraît, intitulé Firewater, sous leur nom habituel Tha Alkaholiks,. L'album atteint la 38e place du classement des Top Independent Albums, et est bien accueilli par l'ensemble de la presse spécialisée. La même année, le groupe annonce sa séparation.

## Discographie

### Albums studio
- 1993 : 21 and Over
- 1995 : Coast II Coast
- 1997 : Likwidation
- 2001 : X.O. Experience
- 2006 : Firewater